# Formica subintegra
Formica subintegra är en myrart som beskrevs av Wheeler 1908. Formica subintegra ingår i släktet Formica och familjen myror. Inga underarter finns listade i Catalogue of Life.

## Bildgalleri

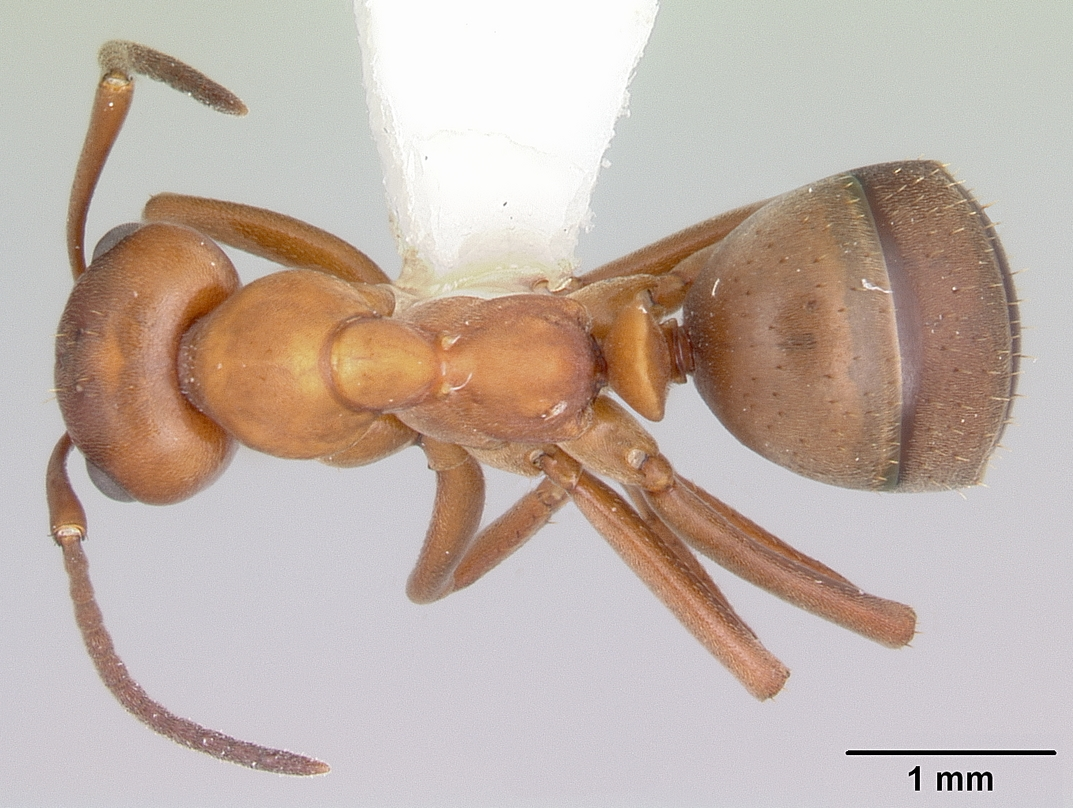
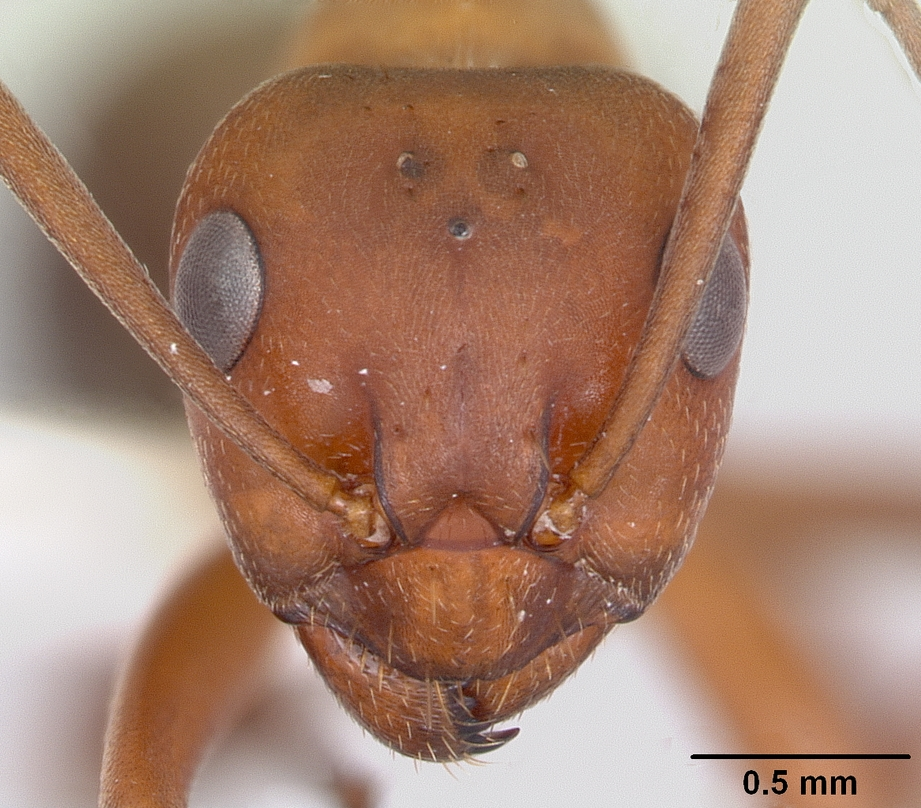
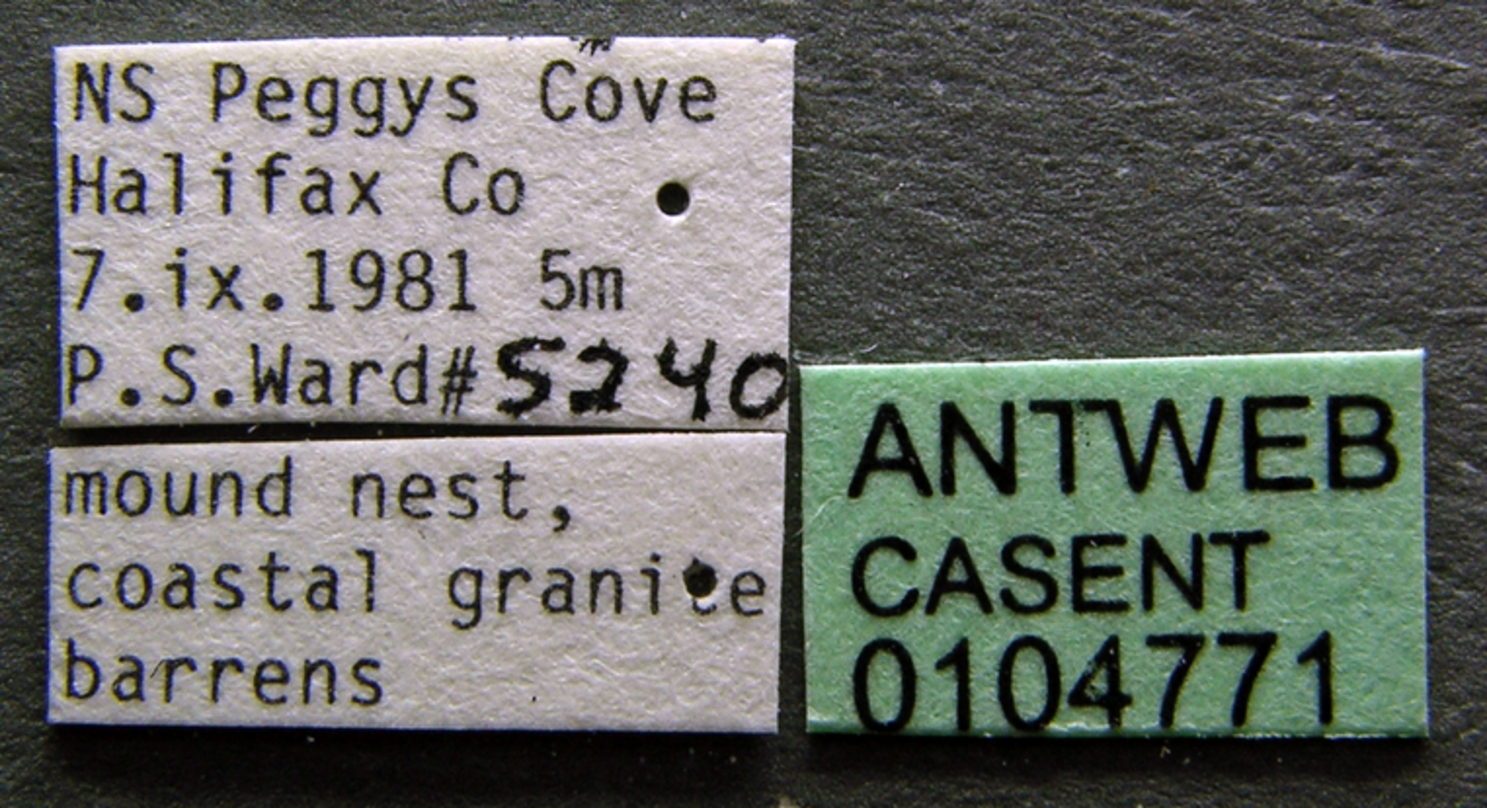
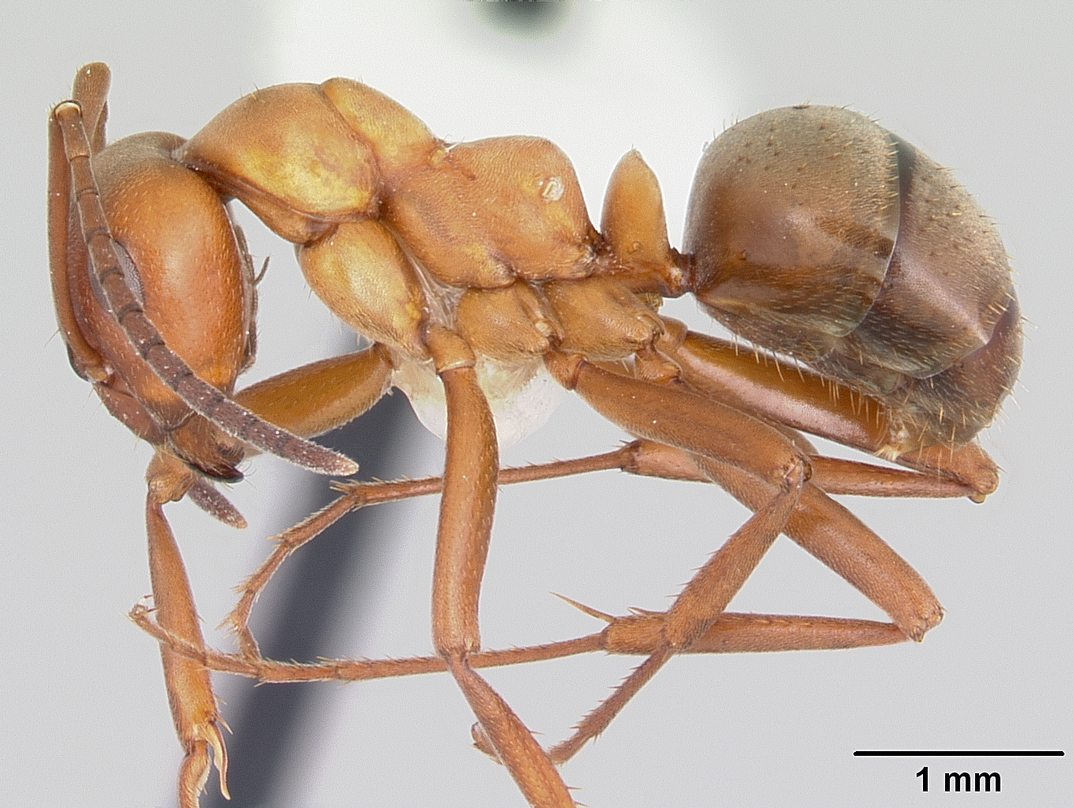